# 彰化縣立二林高級中學
彰化縣立二林高級中學（英語：Changhua County Erhlin High School），簡稱二林高中，位於彰化縣二林鎮，為彰化縣第一所縣立完全中學，校內有全台首座拳擊館。

## 校史
- 1961年：彰化縣立二林初級中學設校。
- 1969年8月1日：改制為彰化縣立二林國民中學。
- 2002年11月27日：改制為彰化縣立二林高級中學，為彰化縣第一所完全中學。

## 歷任校長
二林初中/二林國中時期:
- 首任-林克禮校長
- 第二任-戴丁順校長
- 第三任-陳敏聰校長
- 第四任-黃警校長
- 第五任-陳敏聰校長
- 第六任-陳佳聲校長

二林高中時期:
- 首任-陳佳聲校長
- 第二任-吳錫勳校長
- 第三任-陳清發校長
- 第四任-劉燕饒校長
- 代理校長-林克修校長(教務主任代理)
- 第五任-黃洲海（現任）

## 校友
- 李俊德：現任彰化縣政府新聞處處長曾任彰化縣政府秘書處秘書，其父為王功國小退休教師[2]。

## 外部連結
- 二林高中首頁